# Clube de Regatas Guará
O Clube de Regatas Guará foi um clube de futebol brasileiro, sediado em Guará, no Distrito Federal. Foi fundado no dia 9 de janeiro de 1957, na época em que o futebol no Distrito Federal ainda não era profissional. O clube se profissionalizou em 09 de abril de 1977, data considerada pela Federação Metropolitana de Desportos como a oficial de refundação do clube.
Com a desfiliação do clube em 2019, o clube deixou de ser o mais antigo clube em atividade no futebol do Distrito Federal. Em 2007 disputou, pela primeira vez em sua história, a segunda divisão do Campeonato Brasiliense de Futebol.
Seu uniforme é composto de camisa com listras verticais amarelas e pretas, calção preto e meias pretas ou aurinegras. O Clube manda seus jogos no Estádio Antônio Otoni Filho (conhecido como CAVE, sigla para Centro Administrativo Vivencial e Esporte), situado também em Guará.

## História
O C.R.Guará foi fundado em 9 de janeiro de 1957 por um grupo de servidores do extinto Departamento de Topografia Urbana, órgão responsável pelas medições da futura capital federal. Entre eles estava Oswaldo Cruz Vieira, o Oswaldão, primeiro presidente do clube. Oswaldão, corintiano roxo, escolheu as cores preta e branca para o clube recém criado, além de adotar um distintivo semelhante ao do clube paulista Corinthians.
No dia 3 de maio de 1960, o clube enfrentou o Esporte Clube Ribeiro, na partida que é considerada a primeira após a inauguração de Brasília. O Guará venceu a partida por 3x2.
O primeiro grande feito do C.R.Guará foi o vice-campeonato de 1960. Depois de altos e baixos o C.R. Guará ficou durante algum tempo sem atividades esportivas. Nos meados da década de 70 o Humaitá e o Corinthians, clubes amadores da então recente cidade-satélite de Guará se uniram e resolveram continuar o legado do saudoso Oswaldão, instalando na nossa cidade o clube fundado pelo "candango". Na segunda metade da década de 80 a cor amarela juntou-se às cores preta e branca e completou o pavilhão atual do clube. O Guará manda seus jogos no estádio do CAVE, que possui capacidade para 16500 torcedores, e que fica localizado na área da Administração Regional do Guará. O símbolo do clube é o Lobo-Guará, animal que era abundante na região à época de sua fundação e que batizou o mais antigo clube de futebol do Distrito Federal. O principal feito do clube foi o campeonato brasiliense de 1996, quando o Guará foi campeão derrotando duas vezes a equipe do Gama. No primeiro jogo, no campo do adversário, o Lobo venceu por 1 a 0. No jogo da volta um público de pelo menos 16000 torcedores viu o Guará derrotar seu rival por 3 a 1 e conquistar o título inédito. Merece registro, também, o tricampeonato de juniores de 90/91/92.
O Guará foi vice-campeão nos campeonatos brasilienses de 81,82,83,88 e 91 e teve jogadores na artilharia do campeonato em 82 (Éder Antunes - 9 gols) e 91 ( Vander e Paulinho, ambos com 11 gols). (informações relativas ao Campeonato de Futebol Profissional que é disputado desde 1976).
Lúcio, zagueiro da seleção brasileira nas Copas do Mundo de 2002, 2006 e 2010, foi revelado pelo Clube de Regatas Guará, tendo defendido o Lobo desde as divisões de base até o início da carreira. Na base, foi campeão candango de juniores sobre a equipe do Sobradinho. Em 1996 foi o capitão do elenco campeão brasiliense, dando ao clube a possibilidade de disputar a Copa do Brasil de 1997. O sorteio, no entanto, colocou o Internacional de Porto Alegre no caminho do Lobo, que ganhou de 3 a 1.Gauchos viram o ro grande potencial e efetivaram sua contratação. Lúcio, então, se consagrou no Inter, tendo defendido grandes clubes na Europa e sido campeão mundial com a Seleção Brasileira em 2002, na Copa do Japão/Coreia.
Outros jogadores consagrados vestiram a camisa do Guará, com destaque para Éder Aleixo (campeão brasiliense em 1996, ídolo do Atlético Mineiro) e Beijoca (1988, ídolo do Bahia)
O clube é o mais antigo do Distrito Federal ainda em atividade, sendo o único time ainda existente que participou da primeira edição do Campeonato Brasiliense. Também foi por muitos anos o clube com mais participações no Campeonato Candango, sendo ultrapassado pelo Gama em 2017

### Campeonato Brasiliense de 1996
O clube é conhecido no Distrito Federal pela grande quantidade de vice-campeonatos do Campeonato Brasiliense. Foram oito ao total. Em 1996, no entanto, conseguiu levantar seu primeiro e até agora único título de sua história, ao bater o Gama nos dois jogos da final, por 1x0 e por 3x1 . Na ocasião o grupo contava com o jogador mais jovem a entrar em campo por uma equipe profissional brasiliense, Bruno Diniz, aos 16 anos (6/6/80).

### Decadência
Após uma campanha decepcionante no Campeonato Brasiliense de 2006, o Guará ficou na última posição e foi rebaixado para a 2ª divisão brasiliense pela 1ª vez. Em 2007 e 2008 tentou sem sucesso o retorno à elite do futebol candango. 
Em 2009 e 2010, o Guará esteve licenciado e não disputou competições oficiais. De 2011 a 2016, o Guará voltou à ativa, mas permaneceu todos esses anos na segunda divisão do Campeonato Brasiliense. Em 2017, 2018 e 2019, o Guará novamente ficou sem disputar competições oficiais
No ano de 2019, o Guará chegou em seu terceiro ano seguido em licenciamento. Com isso, devido a uma regra, o Guará foi desfiliado.

## Estrutura

### Estádios
| Nome            | Localização | Anos de Uso |
| --------------- | ----------- | ----------- |
| Israel Pinheiro | Guará       | 1957–1978   |
| CAVE            | Guará       | 1978–2015   |

Durante sua história o clube utilizou dois estádios. Da sua inauguração até até 1978 utilizou o Estádio Israel Pinheiro, até a inauguração do Estádio Antônio Otoni Filho

### Estádio Israel Pinheiro
Foi um dos primeiros estádios do Distrito Federal. Em 1959, o estádio, ainda de forma provisória, sediou o primeiro Torneio Início de Futebol de Brasília, também chamado de Torneio Início Bernardo Sayão. Participaram do torneio 19 equipes e teve como campeão o Clube de Regatas Guará, sendo vice a Associação Esportiva Empresa Brasiliense de Engenharia.
No dia 1 de maio de 1960, o estádio foi palco da primeira partida após a inauguração da capital. O Clube de Regatas Guará recebeu o Esporte Clube Ribeiro e ganhou de 3x2.
Em 16 de setembro de 1961, o Botafogo de Futebol e Regatas se tornou o primeiro clube grande a jogar no estádio. Participaram da partida Garrincha, Didi e Nilton Santos.

## Títulos
Campeão Invicto
| REGIONAIS                 | REGIONAIS                     | REGIONAIS | REGIONAIS  |
|                           | Competição                    | Títulos   | Temporadas |
| ------------------------- | ----------------------------- | --------- | ---------- |
|                           | Torneio Centro-Oeste          | 1         | 1984       |
| DISTRITAIS                |                               |           |            |
|                           | Competição                    | Títulos   | Temporadas |
|                           | Campeonato Brasiliense        | 1         | 1996       |
| Distrito Federal (Brasil) | Torneio Início Bernardo Sayão | 1         | 1959       |

## Torcida
- Grêmio Recreativo Torcida Organizada Lobolouco - Fundada em Dezembro de 2014
- Torcida Organizada Lobo Metal - Fundada em 1997